# Cheyenne Woods
Cheyenne Nicole Woods  (* 25. Juli 1990 in Phoenix, Arizona) ist eine US-amerikanische Profigolferin.

## Leben
Cheyenne Woods wuchs in Phoenix, Arizona auf. Sie ist die Tochter von Tiger Woods’ Halbbruder, was sie zu seiner Halbnichte macht. Ihr Großvater väterlicherseits ist Tiger Woods' Vater Earl Woods, der auch ihr erster Trainer und ihre größte Inspiration war.
Woods spielte im Golfteam der Xavier College Preparatory in Arizona und gewann dort 2006 und 2007 die Arizona 5A State Championships. Anschließend studierte sie bis 2012 an der Wake Forest University und gehörte den Demon Deacons an. Sie gewann mehr als 30 Turniere in dieser Zeit.
2009 durfte sie über eine Sponsorenfreistellung in der Wegmans LPGA antreten, verfehlte den Cut aber mit fünf Schlägen. 2011 gewann sie die Atlantic Coast Conference.
2012, nach ihrem Abschluss an der Universität wurde sie Profigolferin. Sie qualifizierte sich für die United States Women’s Open Championship 2012 und wurde dort Zweite. Anschließend spielte sie bei den LPGA Championship. Ihren ersten Sieg hatte sie bei der SunCoast Ladies Series im August 2012.
2013 wurde sie Teilnehmer der Ladies European Tour und wurde 78. 2014 gewann sie das zweite Mal einen Titel bei der RACV Gold Coast Challenge, ihr erster auf einer Haupttour.
2014 wurde sie 11. beim LPGA Final Qualifying Tournament und kam so in Kategorie 12, die es ihr ermöglichte an prestigeträchtigeren Turnieren teilzunehmen. 2015 schaffte sie nur acht Cuts und musste sich erneut qualifizieren. Sie wurde 2016 13. und konnte so an der LPGA Tour 2016 teilnehmen. 2016 wurde sie außerdem bei den BET Awards als Sportswoman of the Year nominiert, verlor aber gegen Serena Williams.
Woods ist die sechste afroamerikanische Golferin auf der LPGA-Tour. Zusammen mit Sadena Parks nahmen 2015 erstmals seit 1971 zwei afroamerikanische Golferinnen am Turnier teil.

## Turniersiege
- 2012: SunCoast Ladies Series LPGA International
- 2014: Volvik RACV Ladies Masters (Preisgeld: 37.500 €)

## LPGA-Majorturniere
| Turnier                                  | 2012 | 2013 | 2014 | 2015 | 2016 | 2017 | 2018 | 2019 | 2020 | 2021 |
| ---------------------------------------- | ---- | ---- | ---- | ---- | ---- | ---- | ---- | ---- | ---- | ---- |
| US Women’s Open                          | CUT  | DNP  | CUT  | DNP  | DNP  | CUT  | CUT  | DNP  | DNP  | CUT  |
| Women’s PGA Championship                 | CUT  | DNP  | DNP  | CUT  | T43  | CUT  | T68  | DNP  | DNP  | DNP  |
| Women’s British Open                     | DNP  | DNP  | CUT  | DNP  | CUT  | DNP  | DNP  | DNP  | DNP  | DNP  |
| The Evian Championship (erst 2013 Major) | DNP  | CUT  | CUT  | DNP  | T43  | DNP  | DNP  | DNP  | KT   | DNP  |

LA = Bester Amateur

DNP = nicht teilgenommen

CUT = Cut nicht geschafft

„T“ = geteilte Platzierung

KT = Kein Turnier (Ausfall wegen Covid-19)

Grüner Hintergrund für Sieg

Gelber Hintergrund für Top 10.